# Мізяківська сільська рада
| Мізяківська сільська рада — орган місцевого самоврядування у Калинівському районі Вінницької області з адміністративним центром у с. Мізяків. Сільській раді підпорядковані населені пункти: - с. Мізяків - с. Мізяківська Слобідка - с. Павленки |

## Склад ради
Рада складається з 16 депутатів та голови.

## Керівний склад сільської ради
| ПІБ                          | Основні відомості                                                                 | Дата обрання | Дата звільнення |
| ---------------------------- | --------------------------------------------------------------------------------- | ------------ | --------------- |
| Слободянюк Микола Сергійович | Сільський голова, 1955 року народження, освіта, член Народно-демократичної партії | 26.03.2006   | 31.10.2010      |
| Ляшко Володимир Іванович     | Сільський голова, 1973 року народження, освіта вища, член Партії регіонів         | 31.10.2010   |                 |

Примітка: таблиця складена за даними джерела